# ۱۶ فروردین
۱۶ فروردین شانزدهمین روز از سال در گاه شماری خورشیدی است. به پایان سال ۳۴۹ روز (۳۵۰ روز در سال کبیسه) مانده‌است.

## رویدادها
- ۱۲۹۹ - آغاز قیام خیابانی
- ۱۳۷۷ - ثبت رسمی خانه آیت‌الله مدرس با شماره ثبت ملی ۱۹۷۴ به‌عنوان یکی از آثار ملی ایران
- ۱۳۹۳. سومین انتخابات ریاست جمهوری افغانستان که به دور دوم کشیده شد.
- ۱۳۹۶ - زمین‌لرزه ۱۳۹۶ فریمان
- ۱۴۰۱ - حادثه ۱۴۰۱ حرم امام رضا
- ۱۴۰۳ - حمله به مقرهای نظامی چابهار، راسک و سرباز

## زادروزها
- ۱۳۲۸ - فرید سجادی حسینی، کارگردان
- ۱۳۶۱ - اردلان آشتیانی، بازیکن فوتبال
- ۱۳۷۱ - کاوه رضایی، بازیکن فوتبال
- ۱۳۸۲ - حمیدرضا روحی، از کشته‌شدگان خیزش ۱۴۰۱ ایران

## درگذشت‌ها
- ۱۳۰۴ - محمدعلی‌شاه، ششمین شاه ایران در زمان دودمان قاجار
- ۱۳۳۳ - محمدعلی مدرس خیابانی، نویسنده
- ۱۳۷۱ - همدم‌السلطنه پهلوی، فرزند رضاشاه و مریم سوادکوهی
- ۱۳۷۶ - مازیار، خواننده
- ۱۳۹۶ - محمد جنتی، فرمانده لشکر زینبیون
- ۱۴۰۲ - کیومرث پوراحمد، کارگردان